# Konstantin Jur'evič Chabenskij
Konstantin Jur'evič Chabenskij (in russo Константин Юрьевич Хабенский?; Leningrado, 11 gennaio 1972) è un attore e regista russo.

## Biografia
Chabenskij è nato e ha studiato a San Pietroburgo (prima Leningrado), ora vive a Mosca. Chabenskij, prima di apparire nei film di Timur Bekmambetov, era già un popolare attore teatrale e televisivo. È stato attore al teatro Satyricon di Mosca e al teatro Lensovet di San Pietroburgo. Sin dal 2003 è membro del Teatro d'arte di Mosca. È famoso in Occidente per aver interpretato Anton Gorodeckij nei film I guardiani della notte e I guardiani del giorno e soprattutto, per aver interpretato un ruolo di supporto nel film La talpa. Nel 2017 ha interpretato il ruolo del protagonista Lev Trockij nella miniserie televisiva russa Trotsky (Троцкий).

## Filmografia parziale

### Attore

#### Cinema
- I guardiani della notte (Nočnoj dozor), regia di Timur Bekmambetov (2004)
- Bednye Rodstvenniki (2005)
- I guardiani del giorno (Dnevnoj dozor), regia di Timur Bekmambetov (2006)
- L'ironia del fato 2 (Ирония судьбы: Продолжение), regia di Timur Bekmambetov (2008)
- Wanted - Scegli il tuo destino (Wanted), regia di Timur Bekmambetov (2008)
- Ammiraglio (Адмиралъ), regia di Andrej Kravčuk (2008)
- Domovoj (Домовой), regia di Karen Oganesjan (2008)
- La talpa (Tinker Tailor Soldier Spy), regia di Tomas Alfredson (2011)
- Geograf globus propil, regia di Alexander Veledinski (2013)
- Black Sea, regia di Kevin Macdonald (2014)
- Il tempo dei primi - Spacewalker (in russo Время первых?), regia di Dmitrij Konstantinovič Kiselëv (2017)
- Sobibor - La grande fuga (Sobibor), regia dello stesso Konstantin Chabenskij (2018)
- Feja (Фея), regia di Anna Melikjan (2020)
- Troe, regia di Anna Melikjan (2020)
- Normal'nyj tol'ko ja, regia di Anton Bogdanov (2021)
- Major grom - il medico della peste, regia di Oleg Trofim (2021)

#### Televisione
- Esenin (Есенин) (2005)
- Il caso Rasputin (Raspoutine), regia di Josée Dayan – film TV (2011)
- Trotsky (Tроцкий) (2017)

### Regista
- Sobibor - La grande fuga (Sobibor) (2018)

## Doppiatori italiani
Nelle versioni in italiano delle opere in cui ha recitato Konstantin Jur'evič Chabenskij è stato doppiato da:
- Roberto Certomà in Sobibor - La grande fuga
- Marco Foschi in I guardiani della notte
- Adriano Giannini in I guardiani del giorno
- Simone Mori in Wanted - Scegli il tuo destino
- Franco Mannella in Black Sea